# میتسوبیشی گالانت
میتسوبیشی گالانت (به انگلیسی Mitsubishi Galant) خودرویی از محصولات میتسوبیشی موتورز است که که از سال ۱۹۶۹ تا ۲۰۱۲ تولید شده است.
از زمان تولید تا سال ۲۰۱۲ در (نه-۹) نسل مختلف تولید شده است، این خودرو در کلاس اتومبیلهای خانوادگی قرار دارد.
از سال ۲۰۰۷ تا ۲۰۱۷ میتسوبیشی لنسر در بازار ژاپن با نام گالانت فورتیس عرضه می‌شد.

## نگارخانه

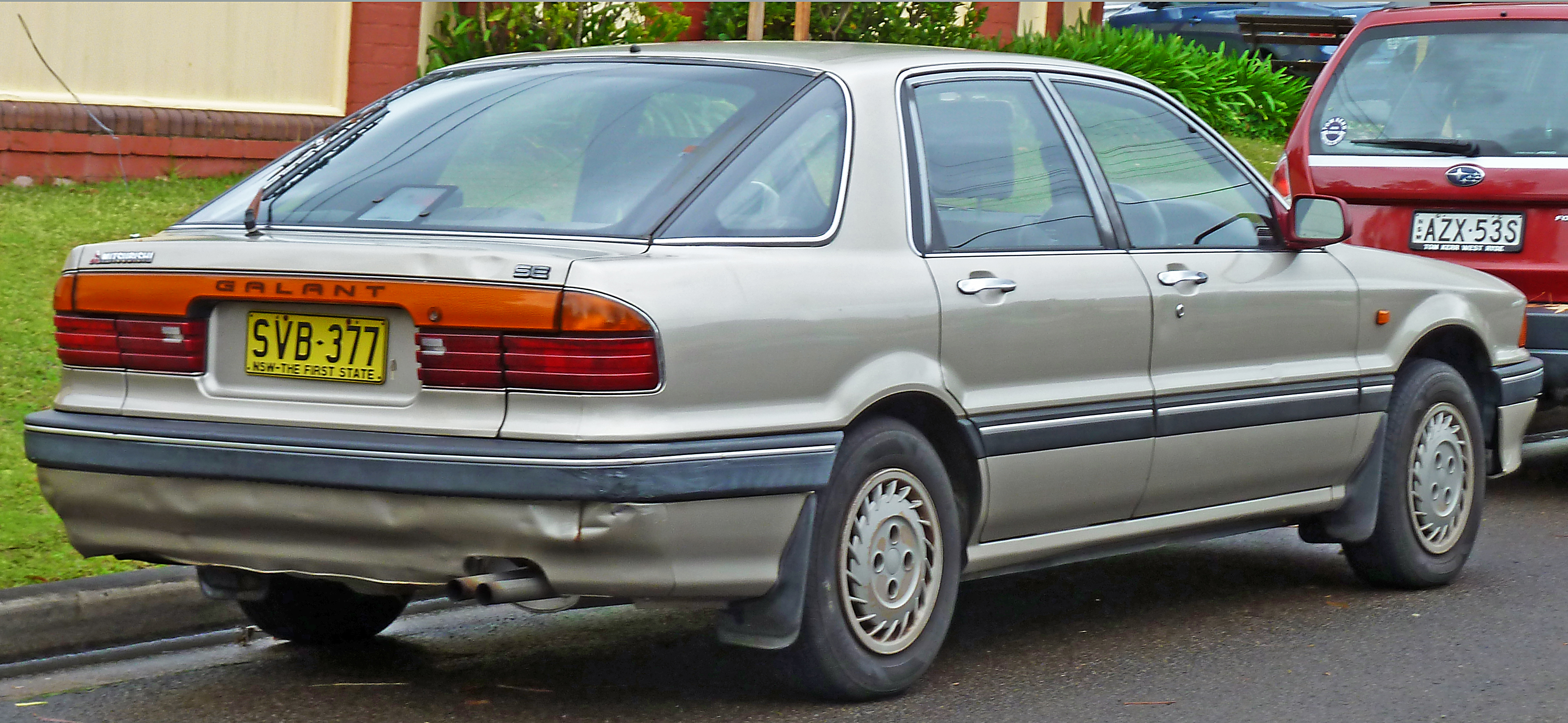
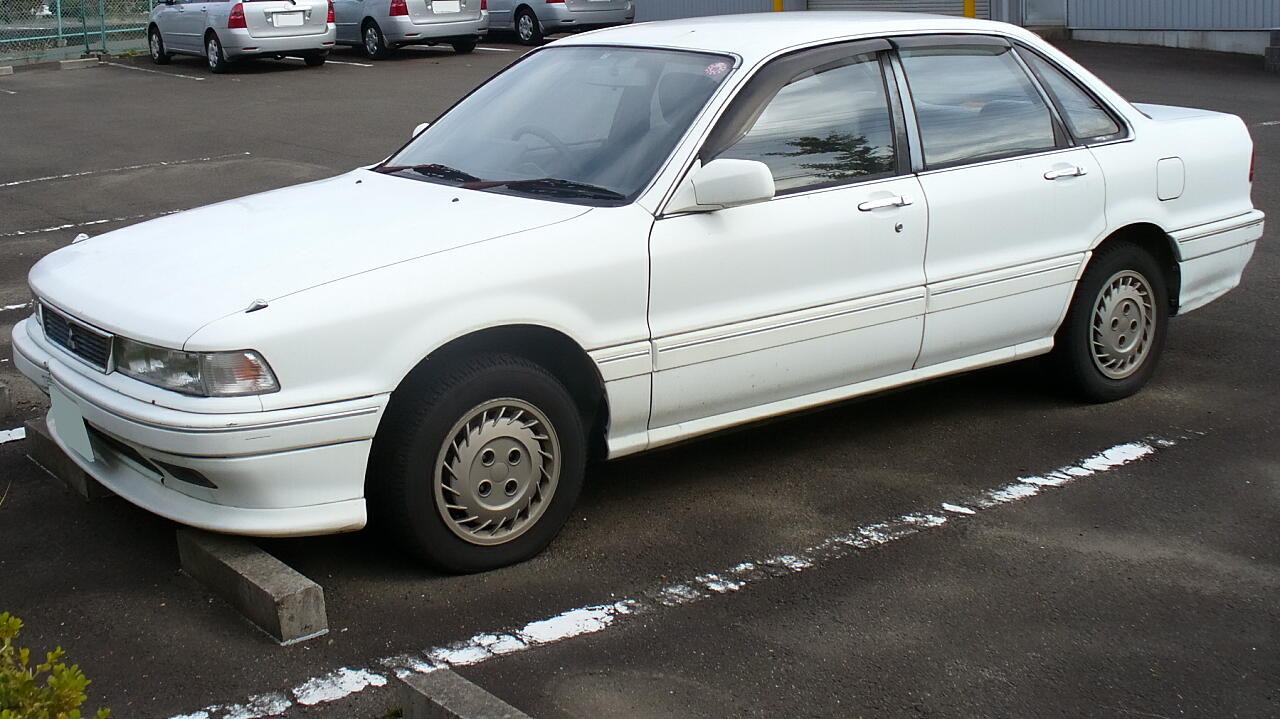
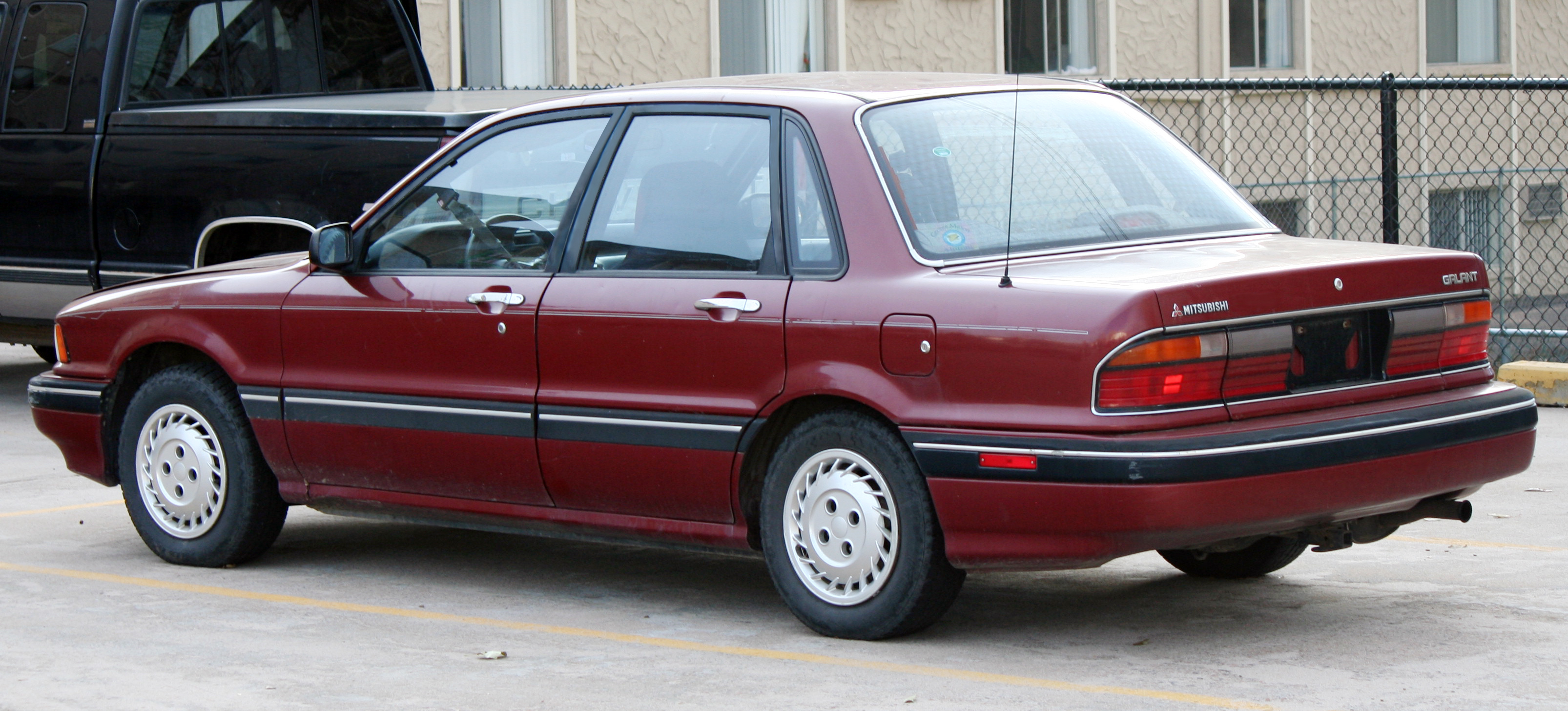
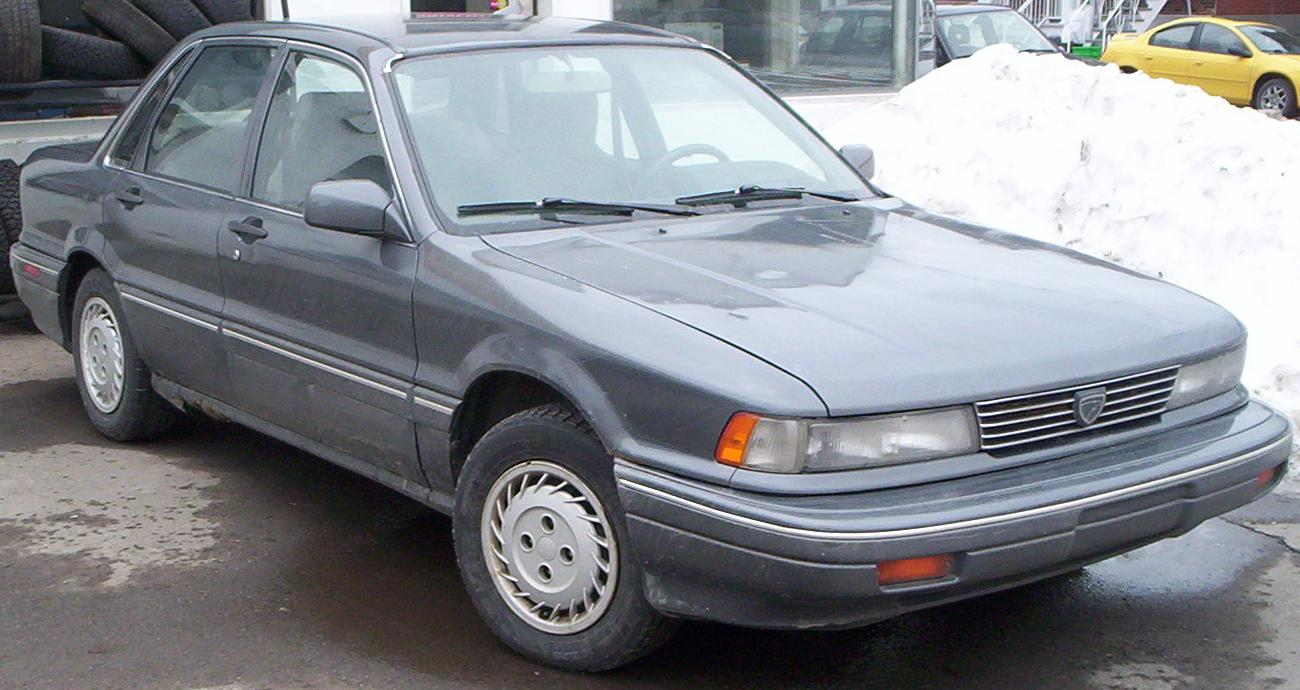